# Relations entre le Japon et le Népal
Les Relations entre le Japon et le Népal sont les relations internationales entre le Japon et le Népal. Les relations diplomatiques ont été inaugurées en septembre 1956. Le Japon a une ambassade à Katmandou et le Népal a une ambassade à Tokyo.

## Histoire
Bien que les relations officielles aient été établies en 1956, les liens culturels entre le Népal et le Japon remontent à des jours beaucoup plus anciens, avant que les premiers contacts physiques ne commencent en 1899.

## Aide du Japon
Une grande partie de l'aide vers le Népal est livrée en coopération avec la Banque asiatique de développement. Le Japon est l'un des plus grands prêteurs du Népal. En mai 2009, le Japon a fourni les montants suivants d'aide financière et de donations au Népal :
- Prêts : 58,4 millions de yen
- Don : 13,6 millions de yen
- Coopération technique : 42,6 millions de yen

Exemples de l'aide japonaise :
- Le Japon a offert un prêt de 5,494 millions de Yens pour la construction d'une usine de traitement de l'eau de Mahankal-Melamchi, fournissant de ce fait aux habitants de Katmandou un approvisionnement abondant en eau pure.
- En 2004, le Japon a affecté un prêt de 160 million $US (50 % de l'aide étrangère totale du projet) pour le plus grand projet hydro-électrique du Népal appelé Kaligandaki « A ».
- En 2004, le Japon a décidé de radier un prêt d'environ 200 million $US au Népal, qui s'est servi de l'argent pour financer des projets de développement. L'argent devait servir à alléger la misère.
- En 2007, en coopération avec la Banque asiatique de développement et le gouvernement néerlandais, le Japon a fourni 600 000 $US pour développer le secteur d'approvisionnement et d'hygiène en eau dans des petites villes au Népal.
- En 2008, le Japon a accordé 750 000 $US pour aider le Népal en préparant une conception de projet pour améliorer la qualité des services de transports aériens.

### Défense
En 2007, le Japon a envoyé des troupes d'autodéfense au Népal dans une mission des Nations unies pour aider à mettre en application un accord de paix.